# Hattaren
Hattaren är en sjö i Skara kommun i Västergötland och ingår i Göta älvs huvudavrinningsområde. Hattaren avvattnas mot Rinnaren vidare ut i Flämsjön. Öster om Hattaren ligger Sjöbacken gård. Omkring 400 meter väster om Hattaren passerar den 9 kilometer långa vandringsleden Flämsjön runt.